# Episodi di Steve Canyon
La prima e unica stagione della serie televisiva Steve Canyon è andata in onda negli Stati Uniti dal 13 settembre 1958 al 2 giugno 1959 sulla NBC.
| nº | Titolo originale        | Prima TV USA      |
| -- | ----------------------- | ----------------- |
| 1  | Operation Towline       | 13 settembre 1958 |
| 2  | Operation Thunderbirds  | 20 settembre 1958 |
| 3  | Operation Zero Launch   | 27 settembre 1958 |
| 4  | Project Heartbeat       | 4 ottobre 1958    |
| 5  | Operation Jettison      | 11 ottobre 1958   |
| 6  | Operation Survival      | 25 ottobre 1958   |
| 7  | Fear of Flying          | 1º novembre 1958  |
| 8  | Operation Moby Dick     | 8 novembre 1958   |
| 9  | Operation B-52          | 15 novembre 1958  |
| 10 | Operation Mushroom      | 29 novembre 1958  |
| 11 | Operation Crash Landing | 6 dicembre 1958   |
| 12 | Pilot Error             | 13 dicembre 1958  |
| 13 | The Gift                | 20 dicembre 1958  |
| 14 | Operation Diplomat      | 27 dicembre 1958  |
| 15 | Operation Big Thunder   | 3 gennaio 1959    |
| 16 | Operation Nose Wheel    | 8 gennaio 1959    |
| 17 | The Search              | 15 gennaio 1959   |
| 18 | The Prisoner            | 22 gennaio 1959   |
| 19 | Operation Souvenir      | 29 gennaio 1959   |
| 20 | The Fight               | 5 febbraio 1959   |
| 21 | The Robbery             | 19 febbraio 1959  |
| 22 | Blackmail               | 26 febbraio 1959  |
| 23 | Iron Curtain            | 5 marzo 1959      |
| 24 | The Bomb                | 12 marzo 1959     |
| 25 | The Sergeant            | 26 marzo 1959     |
| 26 | Operation Intercept     | 31 marzo 1959     |
| 27 | The Muller Story        | 7 aprile 1959     |
| 28 | Operation Strikeforce   | 14 aprile 1959    |
| 29 | The Trap                | 21 aprile 1959    |
| 30 | The Korean Story        | 28 aprile 1959    |
| 31 | Room 313                | 5 maggio 1959     |
| 32 | Project U.F.O.          | 19 maggio 1959    |
| 33 | Sabotage                | 26 maggio 1959    |
| 34 | Operation Firebee       | 2 giugno 1959     |

## Operation Towline
- Prima televisiva: 13 settembre 1958
- Diretto da: Ted Post
- Soggetto di: Milton Caniff

### Trama
- Guest star: Ken Mayer, Paul Frees (Durkel), Harry Townes (Brig. Gen. Towne), Ray Montgomery, Dan Barton (capitano Bullet McVay), Suzanne Alexander (Jeets), Nancy Valentine (infermiera), Morgan Woodward (maggiore Tex Berry), Sidney Clute, Pat Colby

## Operation Thunderbirds
- Prima televisiva: 20 settembre 1958
- Diretto da: Don Taylor
- Soggetto di: Sidney Carroll

### Trama
- Guest star: Marian Collier (segretario/a), Gloria Robertson (ragazza bellissima), Gail Land (Martha), Barbara Wilson (Doris), Ronnie Knox (tenente Skippy Edwards), Burt Metcalfe (tenente Buck Buckley), Ken Hardison (capitano Jonesy Jones), Michael Ferrall (generale Prentiss), Joe Di Reda (tenente Johnson), Barry McGuire (tenente Angus), Jo Ann Wade (Jane)

## Operation Zero Launch
- Prima televisiva: 27 settembre 1958
- Diretto da: Don Taylor
- Scritto da: Sidney Carroll

### Trama
- Guest star: Nelson Leigh (generale Black), Douglas Wilson (Crocker), Marion Ross (Rita Bradshaw), Doro Merande (Mrs. Turton), Mike McCoy (Sid), Ward Wood (Brad Bradshaw)

## Project Heartbeat
- Prima televisiva: 4 ottobre 1958
- Diretto da: Don Taylor
- Soggetto di: Sidney Carroll

### Trama
- Guest star: Russell Johnson, Jason Wingreen, John Doucette, Jacqueline Scott

## Operation Jettison
- Prima televisiva: 11 ottobre 1958
- Diretto da: Andrew McCullough
- Scritto da: Sidney Carroll

### Trama
- Guest star: Michael Galloway (sergente Kiefer), Paul Comi (tenente Castle), John Hoyt (Atterbury), Sue Randall (sergente Addie Malone), Norman Alden (Radar Enlisted Man), Rayford Barnes (Radar Sgt.), DeForest Kelley (Radar Major), John Ward (tenente Evans), William Ching (tenente Roebling), Tige Andrews (sergente Bagdasarian)

## Operation Survival
- Prima televisiva: 25 ottobre 1958
- Diretto da: Richard Tregaskis
- Scritto da: Sidney Carroll

### Trama
- Guest star: Pete Peterson (Air Rescue Pilot), Max Slaten (Airman Dolbin), Eddie Firestone (sergente Harry Triver), Frank Gerstle (generale Hall), Buck Young (tenente Kress), Anthony Eisley (capitano Milt Newberry)

## Fear of Flying
- Prima televisiva: 1º novembre 1958
- Diretto da: Andrew McCullough
- Scritto da: Joseph Landon

### Trama
- Guest star: Tom Middleton (tenente Hardiman), Donald Freed (Trial Counsel), Robert De Coag (maggiore Elfingstone), Philip Abbott (capitano Peterson)

## Operation Moby Dick
- Prima televisiva: 8 novembre 1958
- Diretto da: Don Taylor
- Soggetto di: Sidney Carroll

### Trama
- Guest star: Barry Atwater (dottor Francis Arnold), Frank Bella (Air poliziotto), Karl Lukas (Dave Newman)

## Operation B-52
- Prima televisiva: 15 novembre 1958
- Diretto da: Arthur Hiller
- Scritto da: Charles Beaumont

### Trama
- Guest star: Roxane Berard (Lucette), Sylvia Lewis (Macayo), Jeff De Benning (SAC Delta), Peter Nelson (navigatore), Richard Anderson (Ben Radin), Tom Greenway (generale Waybright), John Compton (capitano Woody Buckler), Gene Miller (Mixmaster Col.), Bill Idelson (Mixmaster Capt.), Stephen Roberts (SAC Bravo)

## Operation Mushroom
- Prima televisiva: 29 novembre 1958
- Diretto da: Don Taylor
- Scritto da: Sidney Carroll

### Trama
- Guest star: Grandon Rhodes (generale Hanson), Frank Harding (Air Force General), Larry Thor (Army Colonel), Vernon Rich (Navy Captain), Sam Edwards (maggiore David), Norman Sturgis (scienziato)

## Operation Crash Landing
- Prima televisiva: 6 dicembre 1958
- Diretto da: Lamont Johnson
- Scritto da: Sidney Carroll

### Trama
- Guest star: Michael Hinn (generale Trevor), Jack Hogan (Tower Operator), Martin Braddock (sergente Galway), George Brenlin (tenente Collins), William Schallert (maggiore Karl Richmond), Orlando Rodríguez (Native Boy), Gordon Polk (sergente Bailey), Wesley Lau (sergente Bowman), Sandy Kenyon (tenente Michelson), Nick Adams (sergente Korman)

## Pilot Error
- Prima televisiva: 13 dicembre 1958
- Diretto da: Walter Grauman
- Scritto da: Joseph Landon

### Trama
- Guest star: Robert Sampson (Tower Operator), Paul Frees (Durkel (Pilot), Parley Baer (McJorgenson), Paul Maxwell (maggiore Russell), Robert F. Simon (colonnello Hampton), Paul Langton (maggiore Martin), Douglas Henderson (tenente Mahoney), Barney Phillips (Flight Surgeon)

## The Gift
- Prima televisiva: 20 dicembre 1958
- Diretto da: Don Taylor
- Scritto da: Ray Bradbury

### Trama
- Guest star: Celia Lovsky (Mrs. Czerny), Sean McClory (Bert Quillan), Lillian Adams (Mrs. Karoly), William Bryant (tenente Kirby), Barbara Beaird (Lisa)

## Operation Diplomat
- Prima televisiva: 27 dicembre 1958
- Diretto da: Don Taylor
- Scritto da: Sidney Carroll

### Trama
- Guest star: Eddie Ryder (sergente Bregman), John Hackett (tenente Earle), Bartlett Robinson (ambasciatore Grey), Robert McQueeney (tenente Hollister), Joanna Barnes (Joan Richards), Oliver McGowan (Lawrence Costigan), Robert Patton (tenente Sandeman), Glenn Thompson (capitano uzbeco)

## Operation Big Thunder
- Prima televisiva: 3 gennaio 1959
- Diretto da: Lamont Johnson
- Scritto da: Sidney Carroll

### Trama
- Guest star: Leslie Parrish (ragazza di Brannigans), Tom Gilson (A / 3c Brannigan), Chuck Courtney (Tough), Caroline Hughes (cameriera), Jerry Paris (maggiore 'Willie' Williston), Ted de Corsia (capo della polizia Hagedorn), Ken Lynch (M / Sgt. Maconochie), Robert F. Hoy (sergente Charley Berger), Abel Fernández (Airman Abel Featherstone), Hal Baylor (Tough)

## Operation Nose Wheel
- Prima televisiva: 8 gennaio 1959
- Diretto da: Walter Grauman
- Scritto da: David Haft

### Trama
- Guest star: Ingrid Goude (segretario/a), Paul Frees (narratore), Charles Lind (Maintenance Man), Lamont Johnson (Ed Tuttle), Jackson Beck (annunciatore), Jerry Paris (maggiore 'Willie' Williston), Abel Fernández (Airman Abel Featherstone), Robert Sampson (Tower Operator)

## The Search
- Prima televisiva: 15 gennaio 1959
- Diretto da: Lamont Johnson
- Scritto da: Sidney Carroll

### Trama
- Guest star: Abel Fernández (Airman Abel Featherstone), Jerry Paris (maggiore 'Willie' Williston), Ingrid Goude (segretario/a), Robert F. Hoy (sergente Charley Berger), Meg Wyllie (infermiera)

## The Prisoner
- Prima televisiva: 22 gennaio 1959
- Diretto da: Lamont Johnson
- Soggetto di: Sidney Carroll

### Trama
- Guest star: Ted de Corsia (capo della polizia Hagedorn), Jerry Paris (maggiore 'Willie' Williston), Robert F. Hoy (sergente Charley Berger), Abel Fernández (Airman Abel Featherstone), Frank Kumagai (giapponese Sergeant), Rollin Moriyama (soldato # 1), James Yagi (soldato), Ingrid Goude (segretario/a)

## Operation Souvenir
- Prima televisiva: 29 gennaio 1959

### Trama
- Guest star: Oliver Cliff (Sorenson), Jerry Paris (maggiore 'Willie' Williston), Tony Travis (tenente Artie Morris), Jay Novello (Formosa Freddie), Elena Verdugo (capitano Maggie Gallagher)

## The Fight
- Prima televisiva: 5 febbraio 1959

### Trama
- Guest star: Abel Fernández (Airman Abel Featherstone), Ted de Corsia (capo della polizia Hagedorn), Read Morgan (Al Gorski), Robert F. Hoy (sergente Charley Berger), Joyce Taylor (Betty Berger)

## The Robbery
- Prima televisiva: 19 febbraio 1959

### Trama
- Guest star: David Cross (Penrose Control), Harry Harvey, Jr. (Operations Officer), Carol Hill (Mrs. Phipps), John Craven (Radio Officer), Jerry Paris (maggiore 'Willie' Williston), Gavin MacLeod (Jack Olsen), Jack Weston (Smiley), Vito Scotti (Tony Trusco), Norman Alden (O.D.)

## Blackmail
- Prima televisiva: 26 febbraio 1959

### Trama
- Guest star: Robert Richards (sergente Robel), Narda Onyx (Tarmara Cooper)

## Iron Curtain
- Prima televisiva: 5 marzo 1959

### Trama
- Guest star: Werner Klemperer (Linz), Eric Feldary (Gyorgy), Karl Swenson (Karoli), Konstantin Shayne (Vornoff), Barbara Beaird (Lisa), Henry Corden (Roxza), Dan Tana (Joachim)

## The Bomb
- Prima televisiva: 12 marzo 1959

### Trama
- Guest star: Ricky Klein (Perry Hill), Stephen Wootton (Raymond Moore), Fred Coby (Police Officer), Gregory Irvin (Billy Brown), Ted de Corsia (capo della polizia Hagedorn), John Anderson (sergente Bulla), Virginia Christine (Mary Moore), Dabbs Greer (Ben Moore), Jerry Paris (maggiore 'Willie' Williston)

## The Sergeant
- Prima televisiva: 26 marzo 1959

### Trama
- Guest star: Abel Fernández (Airman Abel Featherstone)

## Operation Intercept
- Prima televisiva: 31 marzo 1959

### Trama
- Guest star: Harry Landers (Radar Operator), Harlan Warde (maggiore Grant), Donald Richards (B-47 Pilot), Ingrid Goude (Ingrid), Jeanne Tatum (ragazza), Jerry Paris (maggiore 'Willie' Williston), Nelson Leigh (generale Connors), Gil Frye (sergente)

## The Muller Story
- Prima televisiva: 7 aprile 1959

### Trama
- Guest star: Ted de Corsia (capo della polizia Hagedorn), Jerry Paris (maggiore 'Willie' Williston), Robert F. Hoy (sergente Charley Berger), Abel Fernández (Airman Abel Featherstone), Ingrid Goude (Ingrid)

## Operation Strikeforce
- Prima televisiva: 14 aprile 1959

### Trama
- Guest star: Robert Sampson (Tower Operator), Jerry Paris (maggiore 'Willie' Williston), Yvonne Preble (ragazza spagnola), Don Fenwick (Airman), William Bryant (capitano Connors), Mary Tyler Moore (ragazza spagnola)

## The Trap
- Prima televisiva: 21 aprile 1959

### Trama
- Guest star: Jerry Paris (maggiore 'Willie' Williston)

## The Korean Story
- Prima televisiva: 28 aprile 1959

### Trama
- Guest star: Wynn Pearce (capitano Dennis Parker), William Schallert (maggiore Karl Richmond), Robert Sampson (Tower Operator), Sidney Clute (Crew Chief Sgt. Gerke)

## Room 313
- Prima televisiva: 5 maggio 1959

### Trama
- Guest star: Jack Grinnage (tenente Rogers), Ted de Corsia (capo della polizia Hagedorn), Herman Rudin (Harry), Frank Killmond (Eli), Jerry Paris (maggiore 'Willie' Williston), Roy Thinnes (ufficiale Weber)

## Project U.F.O.
- Prima televisiva: 19 maggio 1959

### Trama
- Guest star: Joe Jefferson (George Crane), Jim Boles (Harvey Berry), Anthony Lawrence (Ticket Taker), John Harding (Willoughby), Julie Adams (Amanda Crown), Walter Brooke (colonnello Jamison), George Mitchell (capo della polizia Travis), Diane Fredrick (centralinista)

## Sabotage
- Prima televisiva: 26 maggio 1959

### Trama
- Guest star: Robert Sampson (Tower Operator), Sidney Clute (Crew Chief Sgt. Gerke), Weaver Levy (Wang San)

## Operation Firebee
- Prima televisiva: 2 giugno 1959

### Trama
- Guest star: Hank Worden (Ben Shaw), James T. Callahan (tenente Hageman), John Gallaudet (colonnello Hackley), Paul Mantee (sergente Taliman), Richard Crane (maggiore Woodrow), Patricia Blair (Janice Taft), Jane Langley (Irene Tripp), Don Devlin (sergente Gino DeLuca), William Kendis (tenente Col. Blakeney), Robert Courtleigh (maggiore Ted Crichton), Roger Pace (capitano Gillian), Martin Milner (sergente Ernest Bigelow)